# 神戸電鉄6500系電車
神戸電鉄6500系電車（こうべでんてつ6500けいでんしゃ）は、神戸電鉄が2016年（平成28年）5月より導入を始めた通勤形電車である。
本記事では、編成単位で表記する必要がある場合は有馬・三田・粟生・ウッディタウン中央方を代表して6501編成,6513編成の用に表記する

## 概要
既存車両の1100形の代替として、2015年（平成27年）6月9日に導入を発表、2016年（平成28年）5月21日より営業運転を開始した。建造は川崎重工業車両カンパニー（以下:川崎重工業)で、神戸電鉄の新造車両としては2010年（平成22年）導入の6000系第2編成(6003F)以来となる。
「人と環境にやさしく、安全・快適な車両」をコンセプトととし、積極的に新型機器を採用した。

## 車体
外観やデザインは2010年（平成22年）に導入した6000系を踏襲し、ステンレス車体で片側3扉とした。構体と台枠はステンレスであるが、先頭車の前頭部は普通鋼を使用している。
側面はステンレスそのものの特徴を活かし、前頭部はブラックを基調にゴールドとレッドを組み合わせたデザインとしている。

## 車内

### 客室
編成定員は354名、うち座席定員は117名である。インテリアデザインは木目調と白色の化粧板を採用し、従来車両の車内空間を継承している。
座席にはモヘアモケットを使用した大型袖仕切りを採用し、急ブレーキや衝突時の乗客の保護を高めているほか、袖仕切り上部を透明の強化ガラスとすることで、高級感と開放感あふれる車内空間を演出させている。
大型袖仕切り部と座席間の中仕切り部にはスタンションポールが新設され、高齢者の座席からの立ち上がりの負担軽減などが配慮されている。
つり革は従来の高・低の2段に加え、更に低い段を追加した3段階で設置された。また出入り口部には枕木方向にもつり革を設置している。

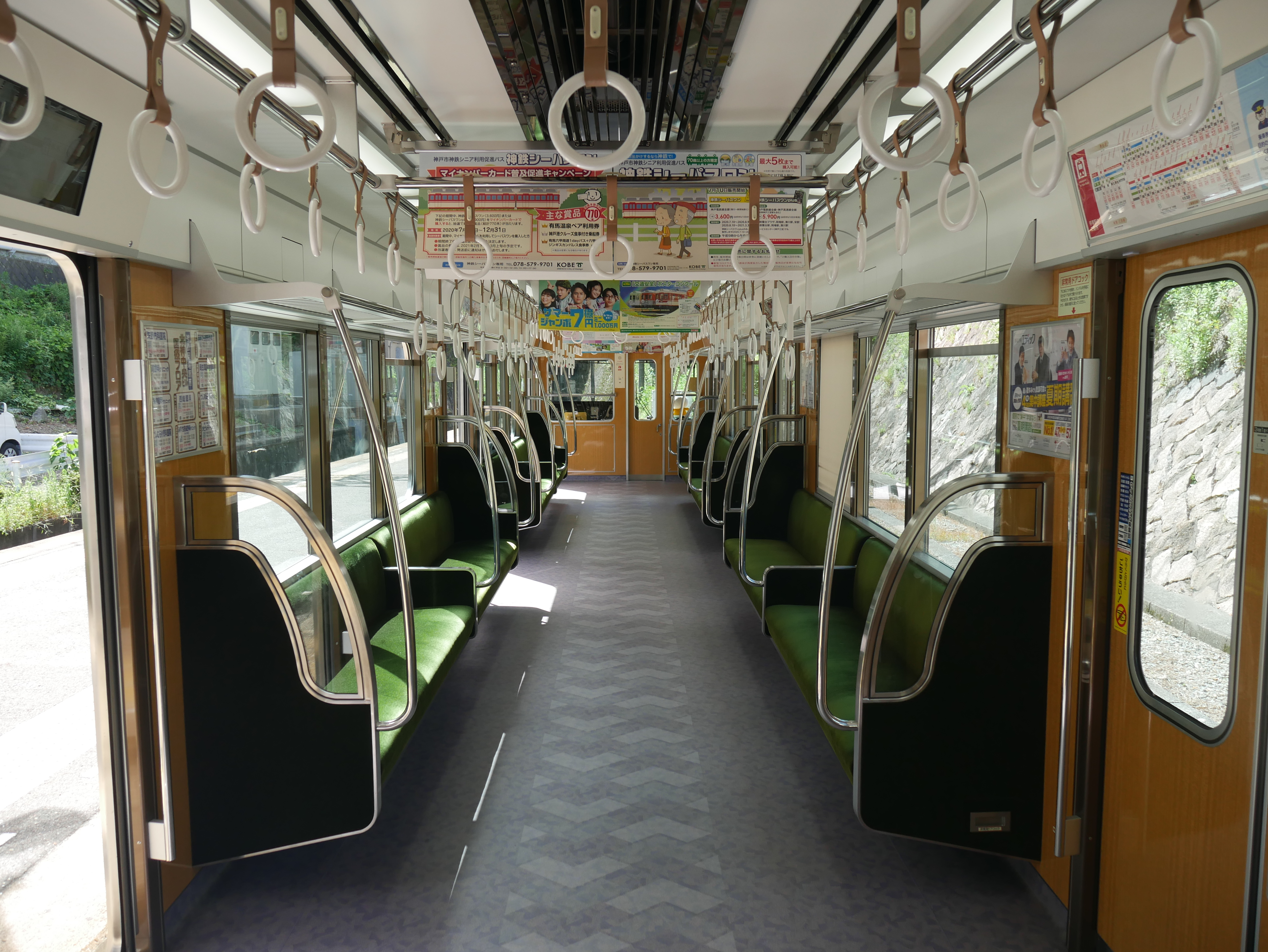
車内全景
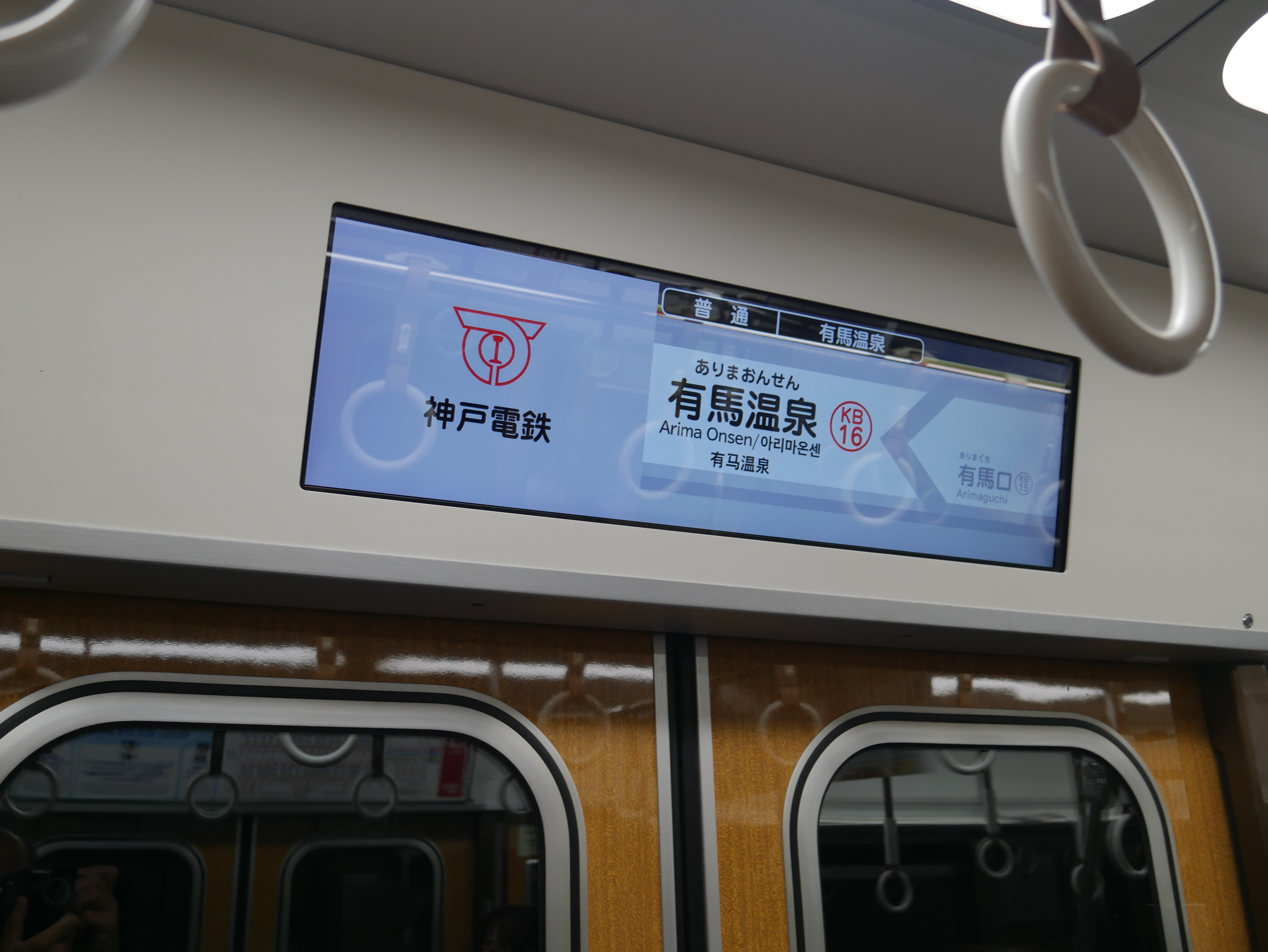
車内案内表示装置
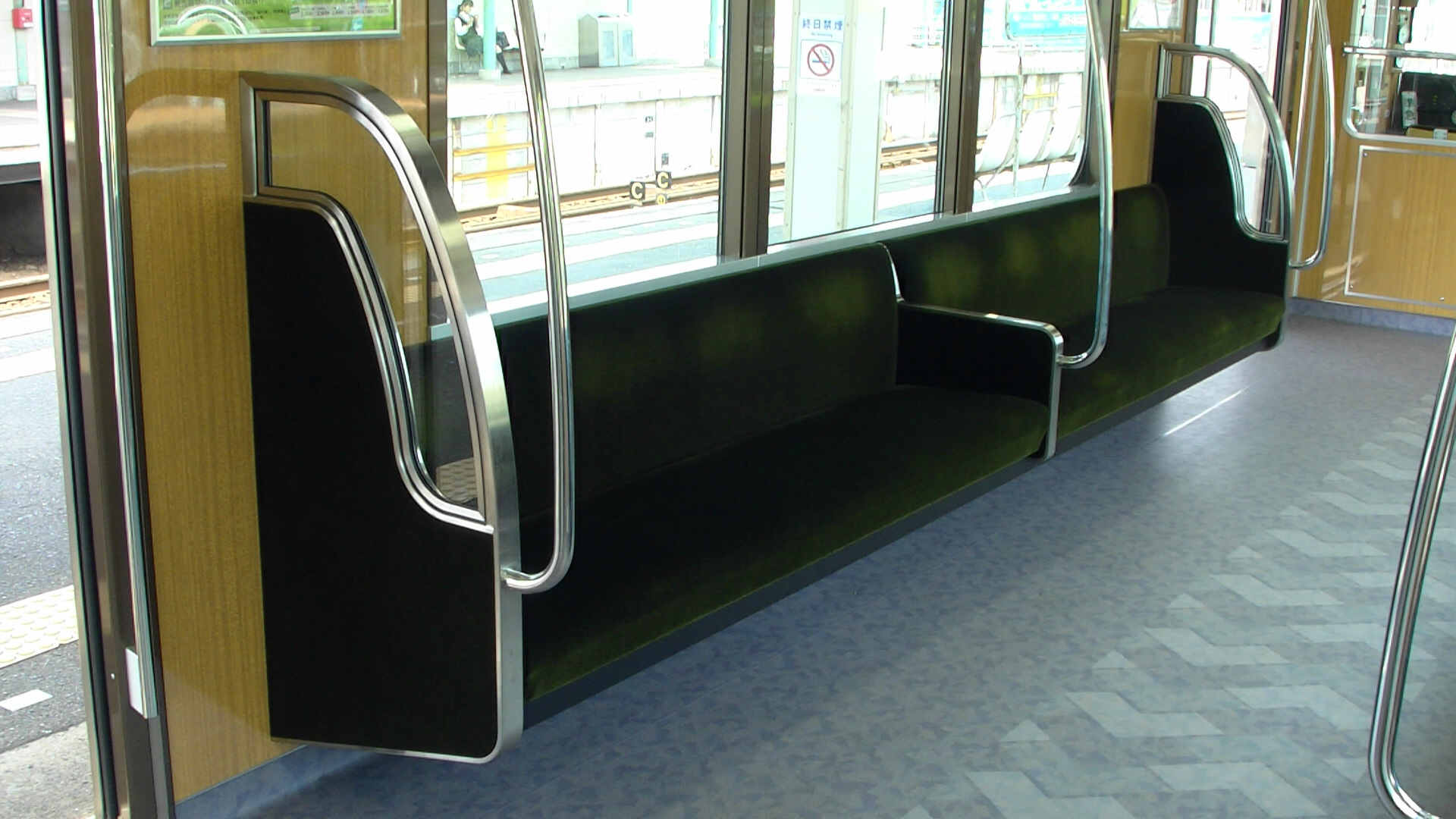
座席

### 乗務員室
主幹制御器は従来のツーハンドル式を採用、各スイッチ類やモニタ表示器などの機器類は、ワンマン運転時の操作性を考慮した配置となっている。
車内外表示装置、自動放送装置、空調装置などの操作は、モニタ表示器のタッチ画面による一括操作が可能になっている。

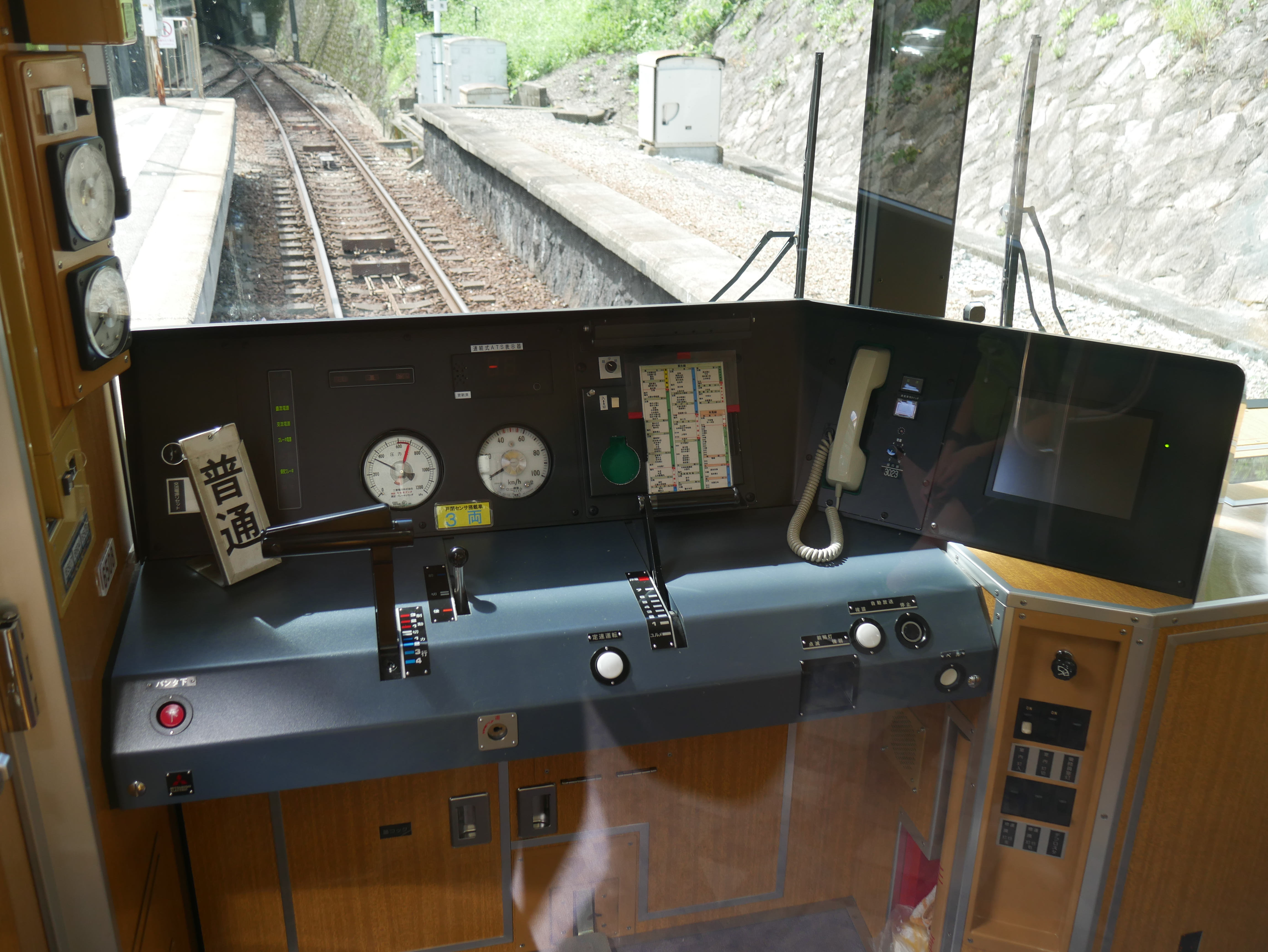
運転台

## 主要機器

### 台車・駆動方式
台車は従来車と同様、軸梁式でダイレクトマウント構造の空気ばね方式とし、駆動方式はWN継手によるカルダン駆動方式を採用した。

### 制御装置・主電動機
制御装置は、SiC適用のMOSFET素子による2レベルVVVFインバータ制御装置（三菱電機製MAP-144-15VD283）を新形式車両では日本で初めて本格採用して省エネルギー化を図り、1C4M方式のユニットを両先頭車に搭載する。主電動機は定格出力140 kWの全密閉かご形三相誘導電動機を採用、高効率化による電力損失の低減や低騒音化、保守性の向上が図られた。
なお新形式車両でフルSiCを本格採用したのは、本形式が日本初である（更新での関西初採用は神鉄グループの北神急行7000系）。

### 車内案内装置
車内案内表示器は、32インチハーフサイズの大型ディスプレイを1両あたり3ヶ所千鳥状に配置し視認性の向上を図っている。停車駅や扉の開く方向の案内のほか、駅間では2画面に分割して旅客案内と映像の再生を行う。インバウンド対応として日本語・英語・中国語・韓国語の4ヶ国語で表記される。

### 冷暖房装置
冷房装置は、24.42 kWの「セミ集中式クーラ」を1両あたり2台搭載している。また「低騒音型ラインデリア」を天井部に設置し、冷風を拡散させることで室内温度の均一化を図っている。　
暖房装置は片持ち式の座席に吊り下げる構造とし、足元スペース拡大と暖房効率向上を目指した設計としている。
また冬季の車両仕立て時には、乗務員室から「急速暖房」操作を行い、客室温度を急速に上昇させることができるようになっている。
冷暖房制御は、外気温・車内温度・車内湿度・乗車率等から快適な車内温度を保つ「マイコン制御方式」としている。

### 照明装置
車内灯は色温度5000ケルビンのLED灯を採用、前照灯もLED灯を採用して視認性向上と長寿命化を図った。また、標識灯や計器灯など他の照明設備についてもLED灯としている。

### 放送装置
放送装置は「自動音量調節機能」により客室内に適切な音量で放送できるようになっている。またワンマン運転に対応した自動放送装置を搭載し、モニタ装置で設定した運行情報により自動案内放送を行う。

### 消費電力
これらの環境面が配慮された機器類の採用によって、消費電力は抵抗制御の1000系と比べ約60%低減された。

## 車種構成
Mc-T-Mcの3両編成で、Mc車は6500形、T車が6600形である。6500形にVVVFインバータ・電動空気圧縮機 (CP)が、6600形には静止形インバータ (SIV)が搭載されている。パンタグラフは電動車の連結部寄りに付けられている。
|      | ← 有馬温泉・三田・粟生 |        |         |
| 形式 | 6500形                 | 6600形 | 6500形  |
| 車種 | Mc1                    | T      | Mc2     |
| 機器 | VVVF,CP                | SIV×2  | VVVF,CP |

## 編成表
2025年（令和7年)6月4日現在。
| ← 有馬温泉・三田・粟生新開地・ウッディタウン中央 → | ← 有馬温泉・三田・粟生新開地・ウッディタウン中央 → | ← 有馬温泉・三田・粟生新開地・ウッディタウン中央 → | 竣工          | 備考                       |
| Mc1                                                | T                                                  | Mc2                                                |               |                            |
| 6501                                               | 6601                                               | 6502                                               | 2016年2月29日 |                            |
| 6503                                               | 6602                                               | 6504                                               | 2017年2月1日  |                            |
| 6505                                               | 6603                                               | 6506                                               | 2018年2月1日  |                            |
| 6507                                               | 6604                                               | 6508                                               | 2018年3月12日 |                            |
| 6509                                               | 6605                                               | 6510                                               | 2019年2月15日 | 国家試験用メーター装備     |
| 6511                                               | 6606                                               | 6512                                               | 2019年3月5日  |                            |
| 6513                                               | 6607                                               | 6514                                               | 2020年2月27日 | 架線検測装置取付け可能編成 |

また、神戸電鉄6000系列のように、ラッピングやヘッドマークを装備している編成は今のところない。しかし過去には神戸電鉄開業90周年記念及び三田市制60周年記念ヘッドマークが6507Fに掲出されたりなど、事例は多々あるものの、ラッピングは一度も行われたことがない

## 運用
2016年（平成28年）5月21日より営業運転を開始し、神戸電鉄全線で運用されている。しかし、三田線や有馬線(末端区間である有馬口〜有馬温泉間を除く)などの入線する運用はほとんど設定されていない
2025年3月のダイヤ改正時点においては6500系が三田線・有馬線に入線する日中運用は平日・休日同様　新開地駅12時10分発三田行きおよび、三田駅13時23分発鈴蘭台行きのみである。